# 威氏吸小鱂
威氏吸小鱂，為輻鰭魚綱鯉齒目鰕鱂亞目溪鱂科的其中一種，為熱帶淡水魚，分布於南美洲秘魯亞馬遜河流域，體長可達13公分，棲息在底中層水域，生活習性不明，可作為觀賞魚。

## 擴展閱讀
維基物種上的相關：威氏吸小鱂